# ギオルギ・マルグヴェラシヴィリ
ギオルギ・マルグヴェラシヴィリ（グルジア語: გიორგი მარგველაშვილი、英語：Giorgi Margvelashvili、1969年9月4日 - ）は、ジョージアの政治家。

## 生い立ち
1969年9月4日にグルジア・ソビエト社会主義共和国のトビリシにて、技師のテイムラズ・マルグヴェラシヴィリと心理学者のムゼアナ・ゴメラウリの子として誕生する。1992年に哲学の学位を得てトビリシ国立大学を卒業後、プラハの中央ヨーロッパ大学（1993年 - 1994年）とジョージア科学アカデミー哲学研究所（1993年 - 1996年）で勉学を続けた。1998年、トビリシ国立大学から哲学の博士号を取得。1990年代初めは、コーカサス旅行社に山岳ガイドとして勤めていた。1995年に国家民主研究所のトビリシ事務所に企画顧問として加わり、ジョージアとアメリカ合衆国合同の教育機関であるグルジア公共研究所 (GIPA) と統合する2000年まで所属した。
2000年から2006年と2010年から2012年の2度、GIPAの総長を務めた。2006年から2010年までは、GIPAの調査部を率いた。この時期しばしばジョージアの政治と社会について解説を行った。

## 経歴
2012年までマルグヴェラシヴィリはジョージアでは無名の存在であった。初めて政治に直接関わったのは2003年11月の国会議員選挙に向けて、野党陣営の「ブルジャナゼ民主」に加わったときで、同陣営の候補者名簿の上位10人に名を連ねた。不正選挙の申し立てが街頭の抗議活動、さらにはバラ革命による権力交代に発展し、「ブルジャナゼ民主」がミヘイル・サアカシヴィリ率いる統一国民運動と合流すると、マルグヴェラシヴィリは政界を退いた。
2008年、マルグヴェラシヴィリは元国会議長のニノ・ブルジャナゼのシンクタンク「民主主義と発展のための協会」の諮問委員会に加わり、再びブルジャナゼと提携した。2012年まで、マルグヴェラシヴィリはサアカシヴィリ政権を批判し続けた。億万長者の大君ビジナ・イヴァニシヴィリが創設した野党連合「グルジアの夢」は公然と支持したが、「グルジアの夢」の選挙活動に直接関わることはなかった。

### 閣僚
2012年10月の国会議員選挙でサアカシヴィリの政党が勝利し、イヴァニシヴィリが首相になると、その「個人的な友人」で「インテリ」と思われていたマルグヴェラシヴィリは、10月25日付で教育科学相になった。2013年2月には、イヴァニシヴィリからイラクリ・アラサニア国防相の後任の第一副首相に任命された。
マルグヴェラシヴィリの政策大綱は、卒業試験や学校の役割、大学の財政的独立を含む教育システムの変革をもくろむものであった。
在任中、マルグヴェラシヴィリは何度か世間の注目を集めた。2013年3月には、サアカシヴィリ政権で大臣を務めた企業家のカハ・ベンドゥキゼが創設した財団が運営するトビリシのアグラリアン大学の免許を教育科学省が取り消したことで、野党や学生グループから告発された。同省は2週間以内に、不足していた点が是正されたとしてアグラリアン大学に対する免許を更新した。また4月には、全国の65万人の学生に政府が教科書を無償で配布すると声明したため、経営への打撃となる出版業者や野党から、知的財産権の侵害に大衆を動かしているとして非難を受けた。5月に労働法の改正案をはねつけると、メディアから財界の「ナイトメア」と呼ばれた。

### 大統領候補
2013年5月11日に、野党連合「グルジアの夢」は彼を同年10月に行われる大統領選の候補者に指名した。リーダーのイヴァニシヴィリは、満場一致でこの決定が行われたと述べた。退任が決まっているサアカシヴィリ大統領はこの指名に疑念を示し、「馬（インキタトゥス）が元老院に行く」というカリグラの逸話にたとえた。マルグヴェラシヴィリとイヴァニシヴィリとも、マルグヴェラシヴィリは富豪首相の操り人形であるという他勢力の主張を退けた。選挙活動に公金を流用したという批判をかわすため、法で規定されているわけではなかったが、マルグヴェラシヴィリは辞職した。後任には7月18日付でタマル・サニキゼが就いた。マルグヴェラシヴィリは活発な選挙活動を展開したが、その側にはたびたびイヴァニシヴィリがつき、彼の前で支持を表明した。

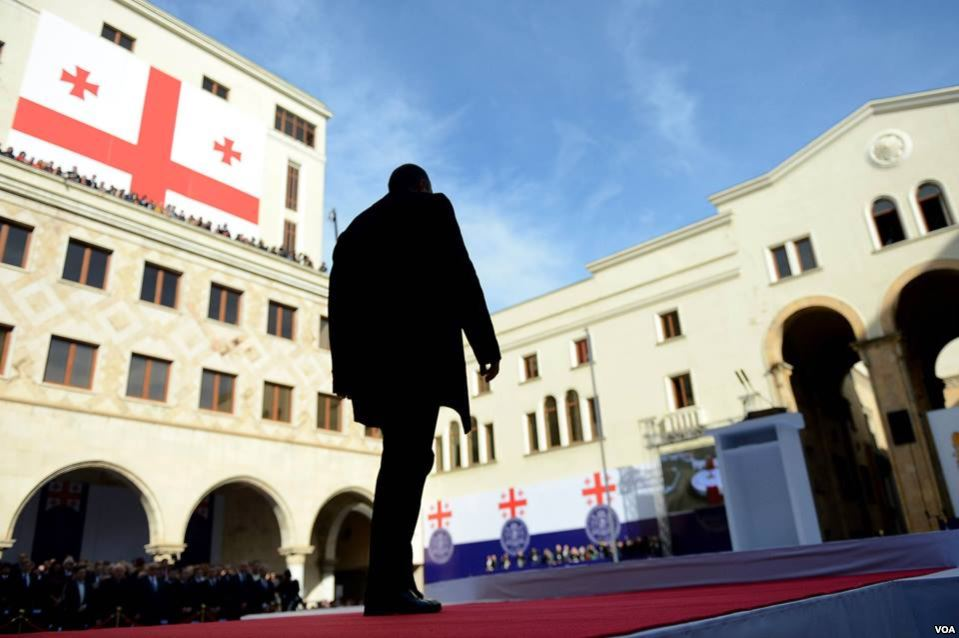
大統領就任式に臨むマルグヴェラシヴィリ。2013年11月17日

10月27日の大統領選で、マルグヴェラシヴィリは62%の票を獲得し、統一国民運動のダヴィド・バクラゼに大差をつけて当選した。選挙後、マルグヴェラシヴィリは深化したヨーロッパとの結びつきを維持しつつ、ロシアとの緊張緩和に努めると強調した。

### 大統領
トビリシのルスタヴェリ通りにある国会議事堂の中庭で行われた宣誓式で、マルグヴェラシヴィリはジョージアの第4代大統領に就任した。これと同時に、大統領権限の大幅な縮小の代わりに首相権限の拡大を定めた新憲法が発効した。式典にサアカシヴィリが出席しなかったことは、前任者および他の政治勢力による新政権軽視のあらわれとして取り上げられた  。
マルグヴェラシヴィリはサアカシヴィリ政権下に建てられた大統領宮殿への入居を拒否し、首相府の質素な一角を改装して住んでいる。
2018年12月16日に退任。

## 人物
母語のグルジア語のほか、英語とロシア語を話すことができる。趣味は編み物。モスクワに留学経験のある娘アナ（1993年生）がいる。結婚はしていないが、かつて歌手や女優として活動していたメイクアップアーティストのマカ・チチュアをパートナーとしている。
政界を引退した後は地方都市に移住して民泊を営むなど、大統領経験者としては珍しく政治とはまったく無縁の生活を送っていることが報じられた。